# The Day You Went Away: The Best of M2M
The Day You Went Away: The Best of M2M è un album di raccolta del duo pop norvegese M2M, pubblicato nel 2003, dopo lo scioglimento avvenuto nel 2002.

## Tracce
1. The Day You Went Away – 3:43
2. Mirror Mirror – 3:21
3. Pretty Boy – 4:40
4. Don't Say You Love Me  – 3:46
5. Everything (new edit) – 3:07
6. Everything You Do (re-recorded vocals version) – 4:05
7. Girl In Your Dreams – 3:40
8. What You Do About Me – 3:21
9. Don't(acoustic version) – 3:30
10. Wanna Be Where You Are – 3:26
11. Not to Me – 3:09
12. Is You – 4:01
13. Wait for Me – 3:06
14. Jennifer (acoustic version) – 2:53
15. Love Left For Me (acoustic version) – 4:14
16. Pretty Boy (Mandarin Chinese version) – 4:39
17. Everything (acoustic version) – 3:41
18. Don't Say You Love Me (Tin Tin Out Remix) – 3:33
19. Todo Lo Que Haces (Everything You Do Spanish version) – 4:02
20. Mirror, Mirror (Power Dance Remix) – 5:56

## Formazione
- Marion Raven
- Marit Larsen